# Konturgenerator
Konturgenerator är den del i en synthesizer som skapar så kallade konturer. Konturerna styr parametrar hos de andra delarna i synthesizern så som VCO, VCF och VCA.

## Olika typer av konturgeneratorer
- AD, Attack/Decay där en styrsignal skapar en ökning av nivån som följs av en sänkning av nivån. Tiden för ökningen och sänkningen är oberoende av styrsignalen.
- ASR, Attack/Sustain/Release, där en ökning av nivån följs av en fast nivå och som när styrsignalen slutar övergår i en sänkning av nivån.
- ADSR, Attack/Decay/Sustain/Release som liknar AD men som efter decayfasen lägger sig på en sustainnivå och som när styrsignalen slutar övergår i en sänkning.
- AHDSR, Attack/Hold/Decay/Sustain/Release är en ADSR som även fått en Hold-fas som fördröjer förloppet.